# Dimitris Mitropanos
Dimitris Mitropanos (en griego: Δημήτρης Μητροπάνος) (2 de abril de 1948 – 17 de abril de 2012). Fue un cantante famoso por su estilo de música griega.

## Biografía
Mitropanos vivió hasta los 16 años, en Tríkala, su ciudad natal, situada al noroeste de Tesalia. Comenzó su carrera musical en 1964.
Trabajó con algunos de los compositores griegos más famosos, como Mikis Theodorakis, Stavros Xarhakos, Giorgos Zabetas, Mános Hatzidákis, Marios Tokas, y Thanos Mikroutsikos.

## Primeros años
Desde muy joven, Mitropanos trabajó en los veranos para ayudar a su familia económicamente. Primero como camarero en el restaurante de su tío y más tarde en una serrería. En 1964, después de terminar los estudios primarios, marchó a Atenas para vivir con su tío en la calle Acharnon. Antes de terminar el bachillerato, empezó a trabajar como cantante.

## Carrera
En aquel tiempo, con el apoyo de Grigoris Bithikotsis, al que conoció en una fiesta que organizó su tío y donde Mitropanos cantó,  visitó los estudios EMI-Lambropoulos Bros. Ltd.(EMIAL S.A.) Allí, Takis Lampropoulos le presentó a Giorgos Zampetas que fue su profesor y un segundo padre para él:  "Zambetas ha sido el único hombre en la música que me ayudó sin esperar nada. Con los colegas,  conseguí algo, pero di algo a cambio". En 1966 Mitropanos conoció a Mikis Theodorakis y cantó las canciones  "Romiosini " y "Axion Esti "en una serie de conciertos en Grecia y Chipre.[cita requerida]
En 1967, Mitropanos grabó su primer disco sencillo "Tesalónica".  Le siguió la grabación de "Chameni Paschalia", una canción que estuvo censurada por la Dictadura de los Coroneles y por tanto, no fue publicada.
En 1972, con música de Dimos Moutsis y letra del poeta Mános Eleftheriou, grabaron "Agios Fevrouarios" con los cantantes Mitropanos y Petris Salpeas, marcando un hito en la música popular griega. 
En su larga carrera en la música griega, Dimitris Mitropanos colaboró con los principales compositores de música griega como Giorgos Zampetas, Mikis Theodorakis, Dimos Moutsis, Apostolos Kaldaras, Takis Mousafiris, Christos Nikolopoulos y Yannis Spanos.

## Canciones notables
- Πες μου πού πουλάν καρδιές (Pes mou pou poulan kardies, Dime dónde  venden corazones)
- Κυρά ζωή (Kira Zoi, Señora vida)
- Τώρα που τραγουδώ (Tóra pou tragoudó, Ahora que canto)
- Άλλος για Χίο τράβηξε κι άλλος για Μυτιλήνη (Alos yia Chio travixe ki alos yia Mitilini, Alguien navegó a Chios y alguien más a Mitilini)
- Σ'αναζητώ στη Σαλονίκη (S'anazito sti Saloniki, Buscando tú en Salonika)
- Ρόζα (Roza, Rosa)
- Tα Λαδάδικα (Ta Ladadika, Los sitios grasientos (referido a los burdeles))
- Έρχονται βράδια (Erhonte vradia, Vienen por la tarde)
- Πάντα γελαστοί (Panta gelastoi, Siempre sonriendo)
- Σβήσε το φεγγάρι (Svise A fegari, Cambio de la luna)
- Αλίμονο (Alimono, Desgraciadamente)
- Για να σ' εκδικηθώ (Yia na se ekdikitho, La venganza)
- Δώσε μου φωτιά (Dosis mou fotia, Dame fuego)
- Τι το θες το κουταλάκι (Tee A thes a koutalaki, ¿Quién necesita la cuchara?)
- Απόψε θα 'θελα (Apopse tha 'thela, Esta noche me gustaría)